# Kyle Bankhead
Kyle Bankhead (* 1980) ist ein US-amerikanischer Basketballtrainer und ehemaliger -spieler.

## Werdegang
Der aus Walla Walla stammende Bankhead gewann 1999 mit der Walla Walla High School den Meistertitel im US-Bundesstaat Washington. Anschließend nahm er im selben Jahr ein Studium an der Gonzaga University auf. Von 2000 bis 2004 war er Mitglied der Basketball-Hochschulmannschaft und gewann viermal in Folge den Meistertitel der West Coast Conference. Der 1,83 Meter große Aufbauspieler kam auf 121 Einsätze für Gonzaga, in denen er im Schnitt 5,6 Punkte, 2 Rebounds und 1,8 Korbvorlagen erzielte. Bankhead traf 169 seiner 373 Dreipunktewürfe (Erfolgsquote: 45,3 Prozent).
Bankhead wurde im Sommer 2004 vom deutschen Bundesliga-Aufsteiger Schwelmer Baskets verpflichtet. Im Dezember 2004 kam es zur Trennung, bis dahin hatte der US-Amerikaner in neun Bundesliga-Spielen mitgewirkt und im Schnitt 7,7 Punkte je Begegnung erzielt. Ab der Saison 2005/06 gehörte er zum Betreuerstab der Gonzaga University, war bis 2007 einerseits für organisatorische Aufgaben, andererseits für den Einsatz von Videoaufnahmen zu Trainingszwecken zuständig.
Von 2007 bis 2015 war Bankhead Assistenztrainer an der University of San Diego. 2015 trat er das Cheftraineramt an der Sunrise Christian Academy (US-Bundesstaat Kansas) an und übte diese Tätigkeit bis 2017 aus. Im September 2017 wurde Bankhead an der University of North Carolina at Greensboro als Basketballdirektor für die Abläufe rund um die Mannschaft und damit vor allem wieder abseits des Feldes tätig. 2018 wechselte er an derselben Hochschule ins Amt des Assistenztrainers, das er bis 2021 innehatte. Im Mai 2021 wurde Bankhead Assistenztrainer an der Abilene Christian University in Texas.